# سیبیل، ملکه اورشلیم
سیبیل (به فرانسوی: Sibylle)، کنتس یافا و اشکلون و خواهر بالدوین چهارم، همسر ویلیام مونفروا و گی لوزینیان و مادر بالدوین پنجم بود که بین سال‌های ۱۱۸۶ تا ۱۱۹۰ میلادی بر پادشاهی اورشلیم حکومت می‌کرد. سیبیل دختر امالریک یکم، پادشاه اورشلیم و آگنس کورتنی بود.
سیبیل به دلیل ابتلای برادرش، بالدوین چهارم، به بیماری جذام و ناتوانی وی برای ازدواج و در نتیجه بدون وارث‌بودن، به جانشینی وی نائل شد.
وی در سال ۱۱۷۶ میلادی با ویلیام مونفروا ازدواج کرد اما وی پس از یک سال بر اثر بیماری درگذشت. پس از آن با یکی از اعضای خاندان لوزینیان ازدواج کرد. پس از مدتی بالدوین چهارم در نتیجه اختلافش با گی درصدد کنار زدن وی برآمد و حتی یک بار در سال ۱۱۸۴ میلادی تلاش کرد تا سیبیل را وادار به جدایی از وی نماید، اما موفق نشد، به این ترتیب دادگاه عالی اورشلیم را متقاعد ساخت تا به جای او، فرزند سیبیل از ویلیام مونفروا را به جانشینی برگزینند و سرانجام بالدوین پنجم به نیابت سلطنت او نائل شد.
پس از مرگ بالدوین چهارم و کمی پس از آن مرگ بالدوین پنجم در سال ۱۱۸۶ میلادی، سیبیل به کمک رینالد شاتیون قدرت را در اورشلیم به‌دست گرفت و به همراه گی لوزینیان تاج‌گذاری کرد. در سل ۱۱۸۷ میلادی به دنبال نبرد حطین میان سپاه صلیبی و ایوبیان، گی اسیر و یک سال بعد آزاد شد. پس از این، وی به صورت سفر کرد اما با مخالفت کنراد مونفروا روبه‌رو شد. سیبیل یکسال پس از این ماجرا و در جریان محاصره عکا از سوی گی، دچار بیماری شد و اندکی بعد در ۲۵ ژوئیه سال ۱۱۹۰ میلادی درگذشت.